# Sven Lyra
Sven Torsten Georg Lyra, född (Pettersson) den 23 april 1927 i Vislanda, död den 31 augusti 2000 i Linköping, var en svensk gymnast, poet, estradör och kulturpersonlighet.

## Uppväxt och tidiga liv
Sven Lyra växte upp i Vislanda. Familjenamnet var ursprungligen Pettersson, men 1955 bytte Sven till efternamnet Lyra. I unga år jobbade han i en butik i Vislanda. Efter värnplikten påbörjade han kadettutbildningen på Karlberg som dock avbröts efter ett par år.
Sven Lyra var som ung elitgymnast. Först ingick han i gymnast-truppen Värendsgruppen och sedan i Örebrogymnasterna. Båda grupperna turnerade i både Sverige och Europa. När han bodde i Örebro arbetade han i en herr-ekipering.
1955 genomgick Lyra en utbildning på Poppius journalistskola. Därefter skrev han sport-artiklar och bevakade de Olympiska spelen i Cortina 1956 och i Rom 1960. Efter att gymnastik-karriären tog slut i början på 1960-talet kom han till Stockholm för att söka jobb. Han arbetade sedan som idrottslärare och på PUBs bokavdelning.

## Mentalsjukhus och senare liv
Föräldrahemmet i Vislanda var Sven Lyras fasta punkt och han återkom hela tiden dit, han stod väldigt nära särskilt sin mor. Han kom att spendera en stor del av sitt vuxna liv där, mellan episoder på andra platser. Både föräldrarna blev dock med tiden sjukliga och eftersom Sven inte försörjde sig själv och levde väldigt okonventionellt hade fadern till slut bett samhället om hjälp. De exakta omständigheterna är oklara men resultatet blev att Sven blev hämtad av polisen och inlagd på Sankt Sigfrids sjukhus. Lyra reagerade mycket starkt på händelserna och de kom att påverka honom kraftigt resten av hans liv. 
Han rymde flera gånger från behandlingen och vistades då i Stockholm. Modern dog 1967 och så småningom bröt Sven Lyra med resten av familjen. Han verkar periodvis ha levt under hårda förhållanden utan eget boende, själv hävdade han att han bröts ner kroppsligt av medicineringen och av att inte längre träna.
Efter att ha släppts från sjukhuset bodde Sven Lyra i Örebro, Lund och Helsingborg, men kom att etablera sig i Linköping under sina sista 15 år.

## Poet och kulturpersonlighet
Under 1950-talet skrev Sven Lyra mycket dikter och krönikor som han fick införda i i småländska tidningar och veckopress. Han ägnade sig också åt bildkonst. Han var mycket intresserad av svensk poesi och reciterade ofta ur minnet.
I Linköping tog Sven Lyra del av stadens kulturliv och kom så småningom att bli en sorts centralfigur och levande konstinstallation som omedelbart igenkändes genom sin excentriska uppenbarelse, klädd i färgglada, böljande kläder, ofta kaftaner eller mantlar, konstnärsbasker och sitt stora helskägg och långa hår. Lyra besökte alla vernissager han kunde; på sådana tog han oombedd stor plats och höll ofta improviserade tal och delade ut hedersbetygelser i form av purjolökar.
Avtrycken av Sven Lyra är många i Linköping; på Länsmuseet, på biblioteket, på Östgöta Correspondenten. Till hans minne delar Linköpings kommun sedan 2016 ut ett Sven Lyra-pris.